# Вільне падіння (фільм, 1987)
Вільне падіння (рос. Свободное падение) — радянський художній фільм 1987 року, знятий на кіностудії «Мосфільм».

## Сюжет
В черговий раз успішно виступивши на змаганнях, п'ятеро парашутистів, проводжаючи одного з друзів в аеропорт, стали свідками колективного побиття хлопчини. Не роздумуючи, спортсмени кинулися на допомогу, а пізніше дізналися, що в бійці загинув чоловік, при цьому під підозру потрапив один зі спортсменів. Слідчий навіть вирахував його першу судимість. Тільки через кілька днів стала очевидною помилка і знайшли справжнього вбивцю, а поки друзі спробували самі відповісти на питання: хто винен і чи винен?..

## У ролях
- Любомирас Лауцявічюс — Алік
- Андрій Мягков — слідчий
- Олександр Збруєв — лікар
- Анатолій Васильєв — епізод
- Олександр Михайлов — «Щасливчик»
- Арніс Ліцитіс — Марат
- Микола Волков — епізод
- Олена Камбурова — епізод
- Ольга Гобзєва — епізод
- Світлана Тормахова — епізод
- Олена Козлітіна — епізод
- Олена Мельникова — епізод
- Віктор Бурлаков — епізод
- Олександр Коняшин — епізод
- Людмила Карауш — епізод

## Знімальна група
- Режисер — Михайло Туманішвілі
- Сценарист — Рустам Ібрагімбеков
- Оператор — Борис Бондаренко
- Композитор — Володимир Бабушкін
- Художник — Костянтин Форостенко